# Balkay Pál
Balkay Pál (Tiszaörs, 1785. június 29. – Eger, 1846. június 13.) magyar festőművész.

## Életpályája
1804–1809 között a bécsi Akadémián tanult, ahol Hesz János Mihály oktatta. 1817-ben Egerbe került, Kazinczy Ferenc invitálására. 1827-ben Pyrker János László segítségével rajziskolát alapított.
Leginkább portrét, csendéletet, életképet festett.

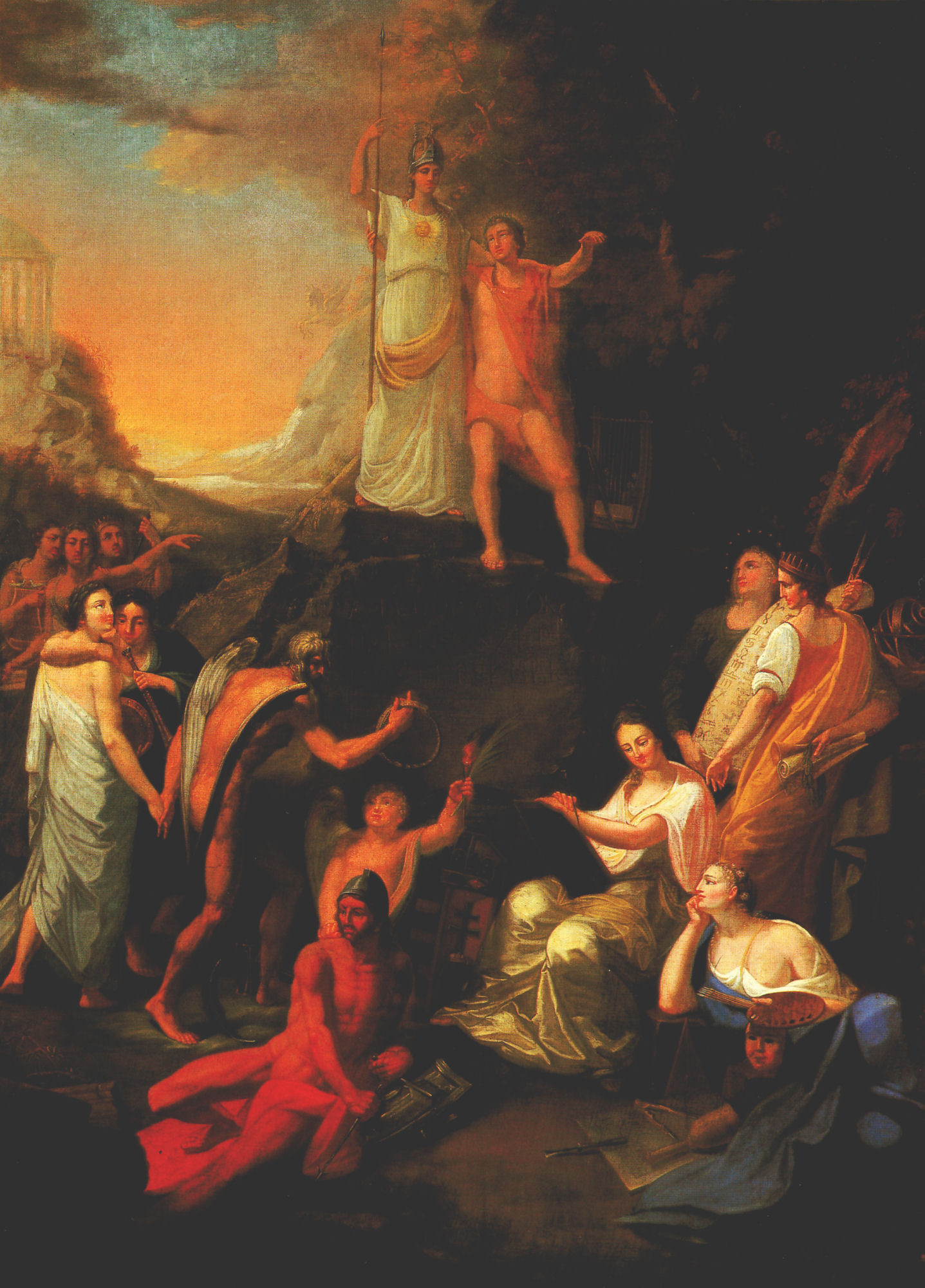
Balkay Pál: Allegória

## Munkái
- Léda a hattyúval (1810)
- Mária mennybevétele (1919)
- A béke háza (1820)
- Szt Lőrinc vtsága (1921)
- Szt. Ottilia (1841)
- Szt. Erzsébet (1840)
- Jézus megkeresztelése (1840)
- Szervita és Minorita templom (1842-1844)